# Hisato Satō
Hisato Satō (佐藤 寿人 Satō Hisato?,  nacido el 12 de marzo de 1982 en Kasukabe, Saitama) es un exfutbolista japonés. Jugaba como delantero y su último equipo fue el Nagoya Grampus de la J1 League de Japón.

## Carrera

### Clubes
Satō se formó como futbolista en las categorías inferiores del JEF United Ichihara Chiba y subió al primer equipo en el 2000. Su hermano gemelo, Yūto Satō, fue también su compañero de equipo. Permaneció allí dos temporadas como reserva y solo disputó veintidós partidos en dos temporadas. En el 2002 se marchó cedido al Cerezo Osaka que entonces estaba entrenado por Akihiro Nishimura, con quien había coincidido también en las categorías inferiores de la selección nipona. Pero una lesión frenó su progresión y para cuando ya estuvo recuperado había perdido la titularidad.
En 2003 fue traspasado al Vegalta Sendai y volvió a jugar con regularidad. En su segunda temporada fue el máximo goleador de su club con 20 goles en cuarenta y cuatro partidos. A pesar de esos datos, no pudo ascender y en 2005 fue contratado por el Sanfrecce Hiroshima de la J. League Division 1. Un año después, debutó con la selección japonesa absoluta.
Hisato se convirtió en el delantero de referencia del Hiroshima en todas sus etapas. En la temporada 2008, después del descenso a segunda división, se convirtió en máximo goleador de la categoría con 28 tantos y ayudó a la consecución del ascenso. Y en 2012, cuando su equipo se proclamó campeón de la liga japonesa, tuvo un papel destacado como mejor artillero (22 goles) y mejor jugador del torneo.
Sato posee dos récords. El primero consta de haber convertido el gol más rápido en la J. League; lo realizó jugando para Sanfrecce Hiroshima a los 8 segundos de comenzado el partido el 22 de abril de 2006, ante Cerezo Osaka. El otro registro se produjo el 22 de noviembre de 2015, cuando alcanzó a Masashi Nakayama como máximo goleador de la J. League con 157 tantos.
Tras 12 años ininterrumpidos en Sanfrecce Hiroshima, Hisato decidió firmar contrato con Nagoya Grampus, recientemente descendido a la J2 League.

### Selección nacional
Satō fue internacional por la Selección de fútbol de Japón, con la que ha jugado 31 encuentros y marcado cuatro goles. Su debut oficial fue el 11 de febrero de 2006, en un partido amistoso frente a Estados Unidos.
Anteriormente había pasado por todas las categorías inferiores. Con la selección sub-16 disputó el Campeonato Sub-16 de la AFC en 1998. Dos años después participó en el Campeonato Juvenil de la AFC del 2000, donde perdió en la final contra Irak, y con la sub-20 jugó la Copa Mundial de Fútbol Juvenil de 2001.

## Trayectoria

### Clubes
| Club                    | País  | Año         |
| ----------------------- | ----- | ----------- |
| JEF United Ichihara     | Japón | 2000 - 2002 |
| Cerezo Osaka (préstamo) | Japón | 2002        |
| Vegalta Sendai          | Japón | 2003 - 2004 |
| Sanfrecce Hiroshima     | Japón | 2005 - 2016 |
| Nagoya Grampus          | Japón | 2017 - 2021 |

### Selección nacional
| Selección | País  | Año         |
| --------- | ----- | ----------- |
| Sub-17    | Japón | 1998        |
| Sub-20    | Japón | 2000 - 2001 |
| Absoluta  | Japón | 2006 - 2012 |

## Estadísticas

### Clubes
- Actualizado hasta el último partido jugado el 24 de diciembre de 2016.

| Club | Div.          | Temporada     | Liga  | Liga  | Liga   | Copas nacionales(1) | Copas nacionales(1) | Copas nacionales(1) | Copas internacionales(2) | Copas internacionales(2) | Copas internacionales(2) | Total | Total | Total  | Media goleadora(3) |
| Club | Div.          | Temporada     | Part. | Goles | Asist. | Part.               | Goles               | Asist.              | Part.                    | Goles                    | Asist.                   | Part. | Goles | Asist. | Media goleadora(3) |
| --- | ------------- | ------------- | ----- | ----- | ------ | ------------------- | ------------------- | ------------------- | ------------------------ | ------------------------ | ------------------------ | ----- | ----- | ------ | ------------------ |
| JEF United Ichihara Japón |               |               |       |       |        |                     |                     |                     |                          |                          |                          |       |       |        |                    |
| 1.ª | 2000          | 8             | 0     | 0     | 7      | 2                   | 0                   | —                   | —                        | —                        | 15                       | 2     | 0     | 0,13   |                    |
| 1.ª | 2001          | 14            | 2     | 0     | 3      | 1                   | 0                   | —                   | —                        | —                        | 17                       | 3     | 0     | 0,18   |                    |
| Total club | Total club    | 22            | 2     | 0     | 10     | 3                   | 0                   | 0                   | 0                        | 0                        | 32                       | 5     | 0     | 0,16   |                    |
| Cerezo Osaka Japón |               |               |       |       |        |                     |                     |                     |                          |                          |                          |       |       |        |                    |
| 2.ª | 2002          | 13            | 2     | 0     | 4      | 3                   | 0                   | —                   | —                        | —                        | 17                       | 5     | 0     | 0,29   |                    |
| Total club | Total club    | 13            | 2     | 0     | 4      | 3                   | 0                   | 0                   | 0                        | 0                        | 17                       | 5     | 0     | 0,29   |                    |
| Vegalta Sendai Japón |               |               |       |       |        |                     |                     |                     |                          |                          |                          |       |       |        |                    |
| 1.ª | 2003          | 30            | 9     | 0     | 7      | 4                   | 0                   | —                   | —                        | —                        | 37                       | 13    | 0     | 0,35   |                    |
| 2.ª | 2004          | 44            | 20    | 0     | 2      | 0                   | 0                   | —                   | —                        | —                        | 46                       | 20    | 0     | 0,43   |                    |
| Total club | Total club    | 74            | 29    | 0     | 9      | 4                   | 0                   | 0                   | 0                        | 0                        | 83                       | 33    | 0     | 0,40   |                    |
| Sanfrecce Hiroshima Japón |               |               |       |       |        |                     |                     |                     |                          |                          |                          |       |       |        |                    |
| 1.ª | 2005          | 32            | 18    | 0     | 8      | 2                   | 0                   | —                   | —                        | —                        | 40                       | 20    | 0     | 0,50   |                    |
| 1.ª | 2006          | 33            | 18    | 0     | 6      | 4                   | 0                   | —                   | —                        | —                        | 39                       | 22    | 0     | 0,56   |                    |
| 1.ª | 2007          | 36            | 12    | 0     | 11     | 2                   | 0                   | —                   | —                        | —                        | 47                       | 14    | 0     | 0,30   |                    |
| 2.ª | 2008          | 40            | 28    | 1     | 3      | 3                   | 0                   | —                   | —                        | —                        | 43                       | 31    | 1     | 0,72   |                    |
| 1.ª | 2009          | 34            | 15    | 4     | 6      | 6                   | 0                   | —                   | —                        | —                        | 40                       | 21    | 4     | 0,53   |                    |
| 1.ª | 2010          | 27            | 10    | 5     | 2      | 1                   | 1                   | 6                   | 1                        | 1                        | 35                       | 12    | 7     | 0,34   |                    |
| 1.ª | 2011          | 33            | 11    | 7     | 4      | 3                   | 0                   | —                   | —                        | —                        | 37                       | 14    | 7     | 0,38   |                    |
| 1.ª | 2012          | 34            | 22    | 9     | 7      | 4                   | 0                   | 3                   | 3                        | 1                        | 44                       | 29    | 10    | 0,66   |                    |
| 1.ª | 2013          | 34            | 17    | 3     | 9      | 4                   | 1                   | 3                   | 0                        | 0                        | 46                       | 21    | 4     | 0,46   |                    |
| 1.ª | 2014          | 29            | 11    | 2     | 8      | 6                   | 0                   | 3                   | 0                        | 1                        | 40                       | 17    | 3     | 0,43   |                    |
| 1.ª | 2015          | 36            | 12    | 2     | 3      | 0                   | 0                   | 3                   | 0                        | 0                        | 42                       | 12    | 2     | 0,29   |                    |
| 1.ª | 2016          | 19            | 4     | 1     | 4      | 1                   | 0                   | 2                   | 0                        | 1                        | 25                       | 5     | 2     | 0,20   |                    |
| Total club | Total club    | 387           | 178   | 34    | 71     | 36                  | 2                   | 20                  | 4                        | 4                        | 478                      | 218   | 40    | 0,46   |                    |
| Total carrera | Total carrera | Total carrera | 496   | 211   | 34     | 94                  | 46                  | 2                   | 20                       | 4                        | 4                        | 610   | 261   | 40     | 0,43               |
| (1) Incluye datos de Copa del Emperador (2000-Presente), Copa J. League (2000-2001, 2003, 2005-2007, 2009-2016) y Supercopa de Japón (2008, 2013-2014, 2016). (2) Incluye datos de Liga de Campeones de la AFC (2010, 2013-2014, 2016) y Copa Mundial de Clubes de la FIFA (2012, 2015). (3) No incluye goles en partidos amistosos. |               |               |       |       |        |                     |                     |                     |                          |                          |                          |       |       |        |                    |

### Resumen estadístico
|                       | Partidos | Goles | Promedio |
| --------------------- | -------- | ----- | -------- |
| Liga                  | 496      | 211   | 0,43     |
| Copas nacionales      | 94       | 46    | 0,49     |
| Copas internacionales | 20       | 4     | 0,20     |
| Selección de Japón    | 31       | 4     | 0,13     |
| Total                 | 641      | 265   | 0,41     |

## Palmarés

### Títulos nacionales
| Título             | Club                | País  | Año  |
| ------------------ | ------------------- | ----- | ---- |
| Supercopa de Japón | Sanfrecce Hiroshima | Japón | 2008 |
| J2 League          | Sanfrecce Hiroshima | Japón | 2008 |
| J1 League          | Sanfrecce Hiroshima | Japón | 2012 |
| Supercopa de Japón | Sanfrecce Hiroshima | Japón | 2013 |
| J1 League          | Sanfrecce Hiroshima | Japón | 2013 |
| Supercopa de Japón | Sanfrecce Hiroshima | Japón | 2014 |
| J1 League          | Sanfrecce Hiroshima | Japón | 2015 |
| Supercopa de Japón | Sanfrecce Hiroshima | Japón | 2016 |

### Distinciones individuales
| Distinción                                     | Año  |
| ---------------------------------------------- | ---- |
| Miembro del equipo del año de la J. League     | 2005 |
| Premio al Juego Limpio de la J. League         | 2007 |
| Máximo goleador de la J. League Division 2     | 2008 |
| Máximo goleador de la J. League Division 1     | 2012 |
| Mejor jugador (MVP) de la J. League Division 1 | 2012 |
| Miembro del equipo del año de la J. League     | 2012 |
| Máximo goleador de la Copa Mundial de Clubes   | 2012 |
| Premio al Juego Limpio de la J. League         | 2012 |
| Premio al Juego Limpio de la J. League         | 2013 |
| Mejor jugador (MVP) de julio de la J1 League   | 2015 |